# Izba Deputowanych (Rwanda)
Izba Deputowanych – niższa izba parlamentu Rwandy, główny organ władzy ustawodawczej. W Izbie zasiada 80 deputowanych: 53 wybieranych na pięcioletnią kadencję z zastosowaniem ordynacji proporcjonalnej, 24 kobiety, 2 powoływanych przez Krajową Radę Młodzieży i 1 mianowany przez Federację Stowarzyszeń Osób Niepełnosprawnych. Izba w wyniku reformy ustrojowej z 2003 zastąpiła Zgromadzenie Ustawodawcze.
Rwandyjska Izba Deputowanych to jedyne izba parlamentarne na świecie, w której kobiet (56% w kadencji 2008-2013) bywa więcej niż mężczyzn, czemu sprzyja specyficzna ordynacja wyborcza.